# Lista de navios da Segunda Guerra Mundial (C)
A Lista de navios da Segunda Guerra Mundial contém grandes embarcações militares da guerra, organizadas em ordem alfabética e por tipo. A lista inclui navios armados que serviram durante a guerra e no período imediatamente posterior, incluindo operações de combate em andamento, rendições de guarnições, ocupação pós-rendição, re-ocupação de colônia, repatriação de tropas e prisioneiros, até o final de 1945. Para embarcações menores, veja também a lista de navios da Segunda Guerra Mundial com menos de 1000 toneladas. Alguns navios Eixo incompletos estão incluídos, por interesse histórico. Os navios são designados para o país sob o qual operaram durante o período mais longo da Segunda Guerra Mundial, independentemente de onde foram construídos ou histórico de serviço anterior. Submarinos mostram deslocamento submerso.
| Navio                         | País                                                                                     | Classe            | Tipo                        | Toneladas | Primeiro comissionamento | Destino |
| ----------------------------- | ---------------------------------------------------------------------------------------- | ----------------- | --------------------------- | --------- | ------------------------ | --- |
| Cabana                        | Marinha dos Estados Unidos                                                               | Evarts            | contratorpedeiro de escolta | 1,140     | 9 de julho de 1943       | desmantelado em 1947 |
| Cabot                         | Marinha dos Estados Unidos                                                               | Independence      | porta-aviões leve           | 11,000    | 24 de julho de 1943      | descomissionado em 21 de janeiro de 1955, desmantelado em 2002                                                          |
| Cadiz                         | Marinha Real Britânica                                                                   | Battle            | contratorpedeiro            | 2,325     | 12 de abril de 1946      | vendido em 1953 |
| Caesar                        | Marinha Real Britânica                                                                   | C                 | contratorpedeiro            | 1,710     | 5 de outubro de 1944     | vendido em junho de 1965, desmantelado em 1967                                                                          |
| Cairo                         | Marinha Real Britânica                                                                   | C                 | cruzador leve               | 4,200     | 24 de setembro de 1919   | Afundado pelo submarino italiano Axum em 12 de agosto de 1942                                                           |
| Calcaterra                    | Marinha dos Estados Unidos                                                               | Edsall            | contratorpedeiro de escolta | 1,250     | 17 de novembro de 1943   | desmantelado em 1974 |
| Calcutta                      | Marinha Real Britânica                                                                   | C                 | cruzador leve               | 4,200     | 21 de agosto de 1919     | Afundado por um ataque aéreo em Alexandria, Egito em 1 de junho de 1941                                                 |
| Calcutta                      | Marinha Real Indiana                                                                     | Basset            | caça-minas                  | 529       |                          | |
| Caldas                        | Armada Nacional da Colômbia                                                              |                   | contratorpedeiro            | 1,219     |                          | comissionado como Tejo em Portugal                                                                                      |
| Caldwell                      | Marinha Real Britânica · Marinha Real Canadense                                          | Town              | contratorpedeiro            | 1,190     | 24 de setembro de 1940   | transferido para a RCN 1942, desmantelado em 1944                                                                       |
| Caldwell                      | Marinha dos Estados Unidos                                                               | Benson            | contratorpedeiro            | 1,620     | 10 de junho de 1942      | descomissionado em 1946, desmantelado em 1966                                                                           |
| Caledon                       | Marinha Real Britânica                                                                   | C                 |                             | 4,180     | 6 de março de 1917       | desmantelado em 1948 |
| Calendula                     | Marinha Real Britânica · Marinha dos Estados Unidos                                      | Flower            | corveta                     | 925       | 6 de maio de 1940        | transferido para os Estados Unidos como Ready 12 de março de 1942, Reino Unido em 20 de agosto de 1945, vendido em 1945 |
| Calgary                       | Marinha Real Canadense                                                                   | Flower            | corveta                     | 925       | 16 de dezembro de 1941   | vendido em 19 de junho de 1945                                                                                          |
| California                    | Marinha dos Estados Unidos                                                               | Tennessee         | encouraçado                 | 32,600    | 10 de agosto de 1921     | descomissionado em 14 de fevereiro de 1947, desmantelado em 1959                                                        |
| Callaghan                     | Marinha dos Estados Unidos                                                               | Fletcher          | contratorpedeiro            | 2,050     | 27 de novembro de 1943   | afundado em 28 de julho de 1945                                                                                         |
| Calpe                         | Marinha Real Britânica                                                                   | Hunt              | contratorpedeiro de escolta | 1,050     | 11 de dezembro de 1941   | desmantelado em 1966 |
| Calypso                       | Marinha Real Britânica                                                                   | C                 | cruzador leve               | 4,180     | 6 de março de 1917       | desmantelado em janeiro de 1948                                                                                         |
| Cambrian                      | Marinha Real Britânica                                                                   | C                 | contratorpedeiro            | 1,710     | 14 de julho de 1944      | vendido em dezembro de 1968, desmantelado em 1971                                                                       |
| Camellia                      | Marinha Real Britânica                                                                   | Flower            | corveta                     | 925       | 18 de junho de 1940      | |
| Cameron                       | Marinha Real Britânica                                                                   | Town              | contratorpedeiro            | 1,190     | 24 de setembro de 1940   | danificado além do reparo por ação inimiga em 5 de dezembro de 1940                                                     |
| Camp                          | Marinha dos Estados Unidos                                                               | Edsall            | contratorpedeiro de escolta | 1,250     | 16 de setembro de 1943   | transferido para o Vietnã do Sul em 1971, para as Filipinas em 1976                                                     |
| Campania                      | Marinha Real Britânica                                                                   | Nairana           | porta-aviões de escolta     | 13,000    | 9 de fevereiro de 1944   | vendido em 30 de dezembro de 1945, desmantelado em 1955                                                                 |
| Campanula                     | Marinha Real Britânica                                                                   | Flower            | corveta                     | 925       | 6 de setembro de 1940    | |
| Campbeltown                   | Marinha Real Britânica                                                                   | Town              | contratorpedeiro            | 1,190     | 9 de setembro de 1940    | desmantelado em 29 de março de 1942                                                                                     |
| Camperdown                    | Marinha Real Britânica                                                                   | Battle            | contratorpedeiro            | 2,325     | 18 de junho de 1945      | vendido em 18 de junho de 1945, desmantelado em 1970                                                                    |
| Campion                       | Marinha Real Britânica                                                                   | Flower            | corveta                     | 925       | 7 de julho de 1941       | |
| Camrose                       | Marinha Real Canadense                                                                   | Flower            | corveta                     | 925       | 30 de junho de 1941      | vendido em 22 de julho de 1945                                                                                          |
| HMAS Canberra                 | Marinha Real Australiana                                                                 | County            | cruzador pesado             | 9,850     | 10 de julho de 1928      | scuttled 9 de agosto de 1942                                                                                            |
| USS Canberra                  | Marinha dos Estados Unidos                                                               | Baltimore         | cruzador pesado             | 17,200    | 14 de outubro de 1943    | descomissionado em 1970, desmantelado em 1980                                                                           |
| Candytuft                     | Marinha Real Britânica · Marinha dos Estados Unidos                                      | Flower            | corveta                     | 925       | 16 de outubro de 1940    | transferido para os Estados Unidos como Tenacity 4 de março de 1942, Reino Unido em 26 de agosto de 1945                |
| Canfield                      | Marinha dos Estados Unidos                                                               | Evarts            | contratorpedeiro de escolta | 1,140     | 22 de julho de 1943      | desmantelado em 1947 |
| Cannon                        | Marinha dos Estados Unidos · Marinha do Brasil                                           | Cannon            | contratorpedeiro de escolta | 1,240     | 26 de setembro de 1943   | transferido para o Brasil em 19 de dezembro de 1944 como Baependi                                                       |
| Cap de la Madeleine           | Marinha Real Canadense                                                                   | River             | fragata                     | 1,445     | 30 de setembro de 1944   | vendido em 15 de maio de 1965                                                                                           |
| Cape Breton                   | Marinha Real Canadense                                                                   | River             | fragata                     | 1,445     | 25 de outubro de 1943    | vendido em 26 de janeiro de 1946                                                                                        |
| Cape Esperance                | Marinha dos Estados Unidos                                                               | Casablanca        | porta-aviões de escolta     | 10,400    | 9 de abril de 1944       | desmantelado em 1959 |
| Cape Gloucester               | Marinha dos Estados Unidos                                                               | Commencement Bay  | porta-aviões de escolta     | 10,900    | 5 de março de 1945       | descomissionado em 1946, desmantelado em 1971                                                                           |
| Caperton                      | Marinha dos Estados Unidos                                                               | Fletcher          | contratorpedeiro            | 2,050     | 30 de junho de 1943      | descomissionado em 1960, afundado como alvo                                                                             |
| Capetown                      | Marinha Real Britânica                                                                   | C                 | cruzador leve               | 4,200     | 10 de abril de 1922      | desmantelado em junho de 1946                                                                                           |
| Capilano                      | Marinha Real Canadense                                                                   | River             | fragata                     | 1,445     | 25 de agosto de 1944     | vendido em 24 de novembro de 1945                                                                                       |
| Capps                         | Marinha dos Estados Unidos                                                               | Fletcher          | contratorpedeiro            | 2,050     | 23 de junho de 1943      | transferido para a Spain 1957, desmantelado em 1985                                                                     |
| Caprice                       | Marinha Real Britânica                                                                   | C                 | contratorpedeiro            | 1,710     | 5 de abril de 1944       | vendido em março de 1973, desmantelado em 1979                                                                          |
| Captor                        | Marinha dos Estados Unidos                                                               |                   | navio-Q                     | 319       | 5 de março de 1942       | vendido em 4 de outubro de 1944                                                                                         |
| Caradoc                       | Marinha Real Britânica                                                                   | C                 | cruzador leve               | 4,180     | 15 de junho de 1917      | desmantelado em 1946 |
| Card                          | Marinha dos Estados Unidos                                                               | Bogue             | porta-aviões de escolta     | 9,800     | 8 de novembro de 1942    | desmantelado em 1971 |
| Cardiff                       | Marinha Real Britânica                                                                   | C                 | cruzador leve               | 4,290     | 25 de junho de 1917      | desmantelado em 1946 |
| Carinthia                     | Marinha Real Britânica                                                                   |                   | mercante armado             | 20,277    | August 1939              | torpedoed 6 de junho de 1940, foundered the next day                                                                    |
| Carlisle                      | Marinha Real Britânica                                                                   | C                 | cruzador leve               | 4,200     | 11 de novembro de 1918   | perda total construtiva em 9 de outubro de 1943, desmantelado em 1948                                                   |
| Carlplace                     | Marinha Real Canadense                                                                   | River             | fragata                     | 1,445     | 13 de dezembro de 1944   | vendido em 13 de dezembro de 1945                                                                                       |
| Carlson                       | Marinha dos Estados Unidos                                                               | Evarts            | contratorpedeiro de escolta | 1,140     | 10 de maio de 1943       | desmantelado em 1946 |
| Carmick                       | Marinha dos Estados Unidos                                                               | Gleaves           | contratorpedeiro de escolta | 1,630     | 28 de dezembro de 1942   | descomissionado em 1954, desmantelado em 1972                                                                           |
| Carnation                     | Marinha Real Britânica · Marinha Real Neerlandesa                                        | Flower            | corveta                     | 925       | 22 de fevereiro de 1941  | transferido para os Países Baixos em 24 de março de 1943, vendido em 4 de outubro de 1944                               |
| Carron                        | Marinha Real Britânica                                                                   | C                 | contratorpedeiro            | 1,710     | 6 de novembro de 1944    | vendido em março de 1963, desmantelado em 1967                                                                          |
| Carroll                       | Marinha dos Estados Unidos                                                               | Cannon            | contratorpedeiro de escolta | 1,240     | 24 de outubro de 1943    | descomissionado em 1946, desmantelado em 1966                                                                           |
| Carter                        | Marinha dos Estados Unidos                                                               | Cannon            | contratorpedeiro de escolta | 1,240     | 3 de maio de 1944        | transferido para a República da China em 1948, desmantelado em 1973                                                     |
| Carysfort                     | Marinha Real Britânica                                                                   | C                 | contratorpedeiro            | 1,710     | 20 de fevereiro de 1945  | vendido em fevereiro de 1969, desmantelado em 1970                                                                      |
| Casablanca                    | Marinha dos Estados Unidos                                                               | Casablanca        | porta-aviões de escolta     | 7,800     | 8 de julho de 1943       | descomissionado em 10 de junho de 1946, desmantelado em 1947                                                            |
| Case                          | Marinha dos Estados Unidos                                                               |                   | contratorpedeiro            | 1,450     | 15 de setembro de 1936   | desmantelado em 1948 |
| Cassandra                     | Marinha Real Britânica                                                                   | C                 | contratorpedeiro            | 1,710     | 28 de julho de 1944      | vendido em janeiro de 1966, desmantelado em 1967                                                                        |
| Cassin                        | Marinha dos Estados Unidos                                                               | Mahan             | contratorpedeiro            | 1,450     | 21 de agosto de 1936     | vendido como sucata em 25 de novembro de 1947                                                                           |
| Cassin Young                  | Marinha dos Estados Unidos                                                               | Fletcher          | contratorpedeiro            | 2,050     | 31 de dezembro de 1943   | descomissionado em 1960, navio-museu em Boston, MA                                                                      |
| Castleton                     | Marinha Real Britânica                                                                   | Town              | contratorpedeiro            | 1,190     | 9 de setembro de 1940    | desmantelado em 1947 |
| Catamarca                     | Armada Argentina                                                                         | Catamarca         | contratorpedeiro            | 1,010     | ca.1912                  | vendido em 1959 |
| Cates                         | Marinha dos Estados Unidos                                                               | Cannon            | contratorpedeiro de escolta | 1,240     | 15 de dezembro de 1943   | transferido para a França em 1950, desmantelado em 1959                                                                 |
| Catterick                     | Marinha Real Britânica                                                                   | Hunt              | contratorpedeiro de escolta | 1,050     |                          | |
| Cattistock                    | Marinha Real Britânica                                                                   | Hunt              | contratorpedeiro de escolta | 1,000     | 22 de julho de 1940      | vendido em 26 de março de 1946, desmantelado em 1957                                                                    |
| Cauvery                       | Marinha Real Indiana                                                                     | Black Swan        | Sloop                       | 1,350     | 26 de agosto de 1943     | 1977 |
| Cavalier                      | Marinha Real Britânica                                                                   | C                 | contratorpedeiro            | 1,710     | 22 de novembro de 1944   | vendido em julho de 1972 museum ship                                                                                    |
| Cavendish                     | Marinha Real Britânica                                                                   | C                 | contratorpedeiro            | 1,710     | 13 de dezembro de 1944   | vendido em 1964, desmantelado em 1967                                                                                   |
| Cayuga                        | Marinha Real Canadense                                                                   | Tribal            | contratorpedeiro            | 1,850     | 20 de outubro de 1947    | vendido em 27 de fevereiro de 1964                                                                                      |
| Cecil J. Doyle                | Marinha dos Estados Unidos                                                               | Butler            | contratorpedeiro de escolta | 1,350     | 16 de outubro de 1944    | descomissionado em 1946, afundado como alvo em 1967                                                                     |
| Celandine                     | Marinha Real Britânica                                                                   | Flower            | corveta                     | 925       | 30 de abril de 1941      | |
| Ceres                         | Marinha Real Britânica                                                                   | C                 | cruzador leve               | 4,290     | 1 de junho de 1917       | desmantelado em 1946 |
| Cervantes                     | Armada Argentina                                                                         | Cervantes         | contratorpedeiro            | 1,522     |                          | descartado em 24 de junho de 1961                                                                                       |
| Ceylon                        | Marinha Real Britânica                                                                   | Fiji              | cruzador leve               | 8,800     | 13 de julho de 1943      | vendido para o Peru em 1959, como Colonel Bolognesi                                                                     |
| Chaffee                       | Marinha dos Estados Unidos                                                               | Rudderow          | contratorpedeiro de escolta | 1,450     | 9 de maio de 1944        | descomissionado em 1946, desmantelado em 1948                                                                           |
| Chambers                      | Marinha dos Estados Unidos                                                               | Edsall            | contratorpedeiro de escolta | 1,250     | 24 de novembro de 1943   | desmantelado em 1975 |
| Chambly                       | Marinha Real Canadense                                                                   | Flower            | corveta                     | 925       | 18 de dezembro de 1940   | vendido em 20 de junho de 1945                                                                                          |
| Champlin                      | Marinha dos Estados Unidos                                                               | Benson            | contratorpedeiro            | 1,620     | 12 de setembro de 1942   | descomissionado em 1947, desmantelado em 1972                                                                           |
| Chandler                      | Marinha dos Estados Unidos                                                               | Clemson           | caça-minas                  | 1,200     | 5 de setembro de 1919    | desmantelado em 1946 |
| Chao Ho                       | Marinha da República da China                                                            | Chao Ho           | cruzador protegido          | 2,750     | 23 de outubro de 1911    | afundado em 28 de setembro de 1937                                                                                      |
| Chaplet                       | Marinha Real Britânica                                                                   | C                 | contratorpedeiro            | 1,710     | 24 de agosto de 1945     | desmantelado em 1965.                                                                                                   |
| Charger                       | Marinha dos Estados Unidos                                                               | Avenger           | porta-aviões de escolta     | 8,200     | 3 de março de 1942       | vendido em 15 de março de 1946, desmantelado em 1969                                                                    |
| Charles Ausburne              | Marinha dos Estados Unidos                                                               | Fletcher          | contratorpedeiro            | 2,050     | 24 de novembro de 1942   | desmantelado em 1968 |
| Charles E. Brannon            | Marinha dos Estados Unidos                                                               | Butler            | contratorpedeiro de escolta | 1,350     | 1 de novembro de 1944    | descomissionado em 1960, desmantelado em 1969                                                                           |
| Charles F. Hughes             | Marinha dos Estados Unidos                                                               | Benson            | contratorpedeiro            | 1,620     | 5 de setembro de 1940    | descomissionado em 1946, afundado como alvo em 1969                                                                     |
| Charles J. Badger             | Marinha dos Estados Unidos                                                               | Fletcher          | contratorpedeiro            | 2,050     | 23 de julho de 1943      | descomissionado em 1957, desmantelado em 1974                                                                           |
| Charles J. Kimmel             | Marinha dos Estados Unidos                                                               | Rudderow          | contratorpedeiro de escolta | 1,450     | 20 de abril de 1944      | descomissionado em 1947, afundado como alvo em 1969                                                                     |
| Charles Lawrence              | Marinha dos Estados Unidos                                                               | Buckley           | contratorpedeiro de escolta | 1,400     | 31 de maio de 1943       | desmantelado em 1965 |
| Charles P. Cecil              | Marinha dos Estados Unidos                                                               | Gearing           | contratorpedeiro            | 2,250     | 29 de junho de 1945      | transferido para a Grécia em 1980, desmantelado em 2003                                                                 |
| Charles R. Greer              | Marinha dos Estados Unidos                                                               | Evarts            | contratorpedeiro de escolta | 1,140     | 25 de junho de 1943      | desmantelado em 1947 |
| Charles R. Ware               | Marinha dos Estados Unidos                                                               | Gearing           | contratorpedeiro            | 2,250     | 21 de julho de 1945      | descomissionado em 1974, afundado como alvo em 1981                                                                     |
| Charles S. Sperry             | Marinha dos Estados Unidos                                                               | Sumner            | contratorpedeiro            | 2,200     | 17 de maio de 1944       | transferido para o Chile em 1974, desmantelado em 1990                                                                  |
| Charlestown                   | Marinha Real Britânica                                                                   | Town              | contratorpedeiro            | 1,190     | 23 de setembro de 1940   | desmantelado em 1947 |
| Charlock                      | Marinha Real Britânica · Marinha Real Indiana                                            | Flower modificado | corveta                     | 1,015     | março de 1944            | transferido para a RIN, vendido em 1947                                                                                 |
| Charlottetown (I)             | Marinha Real Canadense                                                                   | Flower modificado | corveta                     | 1,015     | 13 de dezembro de 1941   | afundado em 11 de setembro de 1942 pelo U-517                                                                           |
| Charlottetown (II)            | Marinha Real Canadense                                                                   | River             | fragata                     | 1,445     | 28 de abril de 1944      | vendido em 25 de março de 1947                                                                                          |
| Charrette                     | Marinha dos Estados Unidos                                                               | Fletcher          | contratorpedeiro            | 2,050     | 18 de maio de 1943       | transferido para a Grécia em 1959, navio-museu em Palaio Faliro, Grécia                                                 |
| Chase                         | Marinha dos Estados Unidos                                                               | Buckley           | contratorpedeiro de escolta | 1,400     | 18 de julho de 1943      | desmantelado em 1946 |
| Chaser                        | Marinha Real Britânica                                                                   | Avenger           | porta-aviões de escolta     | 11,400    | 9 de abril de 1943       | vendido em 12 de maio de 1946, vendido para o serviço mercante, desmantelado em 1972/3                                  |
| Chatelain                     | Marinha dos Estados Unidos                                                               | Edsall            | contratorpedeiro de escolta | 1,250     | 22 de setembro de 1943   | desmantelado em 1974 |
| Chatsgrove                    | Marinha Real Britânica                                                                   |                   | navio-Q                     | 610       | 1918                     | vendido em março de 1941                                                                                                |
| Chauncey                      | Marinha dos Estados Unidos                                                               | Fletcher          | contratorpedeiro            | 2,050     | 31 de maio de 1943       | descomissionado em 1954, desmantelado em 1972                                                                           |
| Chebogue                      | Marinha Real Canadense                                                                   | River             | fragata                     | 1,445     | 22 de fevereiro de 1944  | vendido em 25 de setembro de 1945                                                                                       |
| Chelsea                       | Marinha Real Britânica · Marinha Real Canadense · Frota Naval Militar da União Soviética | Town              | contratorpedeiro            | 1,190     | 9 de setembro de 1940    | transferido para o Canadá em novembro de 1942, União Soviética em julho de 1944 como Derzkiy                            |
| Chenango                      | Marinha dos Estados Unidos                                                               | Sangamon          | porta-aviões de escolta     | 11,400    | 20 de junho de 1941      | descomissionado em 1946, desmantelado em 1960                                                                           |
| Chequers                      | Marinha Real Britânica                                                                   | C                 | contratorpedeiro            | 1,710     | 28 de setembro de 1945   | desmantelado em 1966.                                                                                                   |
| Chervona Ukraina              | Frota Naval Militar da União Soviética                                                   | Svetlana          | cruzador leve               | 7,600     | 3 de outubro de 1913     | afundado em 12 de novembro de 1941                                                                                      |
| Chester                       | Marinha dos Estados Unidos                                                               | Northampton       | cruzador pesado             | 9,200     | 24 de junho de 1930      | desmantelado em 1959 |
| Chester T. O'Brien            | Marinha dos Estados Unidos                                                               | Butler            | contratorpedeiro de escolta | 1,350     | 3 de julho de 1944       | descomissionado em 1959, desmantelado em 1974                                                                           |
| Chesterfield                  | Marinha Real Britânica                                                                   | Town              | contratorpedeiro            | 1,190     | 9 de setembro de 1940    | desmantelado em 1947 |
| Chevalier (DD-451)            | Marinha dos Estados Unidos                                                               | Fletcher          | contratorpedeiro            | 2,050     | 20 de junho de 1942      | afundado em 7 de outubro de 1943                                                                                        |
| Chevalier (DD-805)            | Marinha dos Estados Unidos                                                               | Gearing           | contratorpedeiro            | 2,250     | 9 de janeiro de 1945     | transferido para a Coreia do Sul em 1977                                                                                |
| Chevron                       | Marinha Real Britânica                                                                   | C                 | contratorpedeiro            | 1,710     | 23 de agosto de 1945     | desmantelado em 1969 |
| Chew                          | Marinha dos Estados Unidos                                                               | Wickes            | contratorpedeiro            | 1,190     | 12 de dezembro de 1918   | desmantelado em 1946 |
| Chicago (CA-29)               | Marinha dos Estados Unidos                                                               | Northampton       | cruzador pesado             | 9,200     | 9 de março de 1931       | afundado em 30 de janeiro de 1943                                                                                       |
| Chicago (CA-136)              | Marinha dos Estados Unidos                                                               | Baltimore         | cruzador pesado             | 17,200    | 10 de janeiro de 1945    | convertido em cruzador de mísseis em 1964, descomissionado em 1980, desmantelado em 1992                                |
| Chicoutimi                    | Marinha Real Canadense                                                                   | Flower            | corveta                     | 925       | 12 de maio de 1941       | vendido em 16 de junho de 1945                                                                                          |
| Chiddingfold                  | Marinha Real Britânica                                                                   | Hunt              | contratorpedeiro de escolta | 1,050     | October 1941             | vendido em abril de 1952, desmantelado em 1975                                                                          |
| Chieftain                     | Marinha Real Britânica                                                                   | C                 | contratorpedeiro            | 1,710     | 7 de março de 1946       | desmantelado em 1961 |
| Chikuma                       | Marinha Imperial Japonesa                                                                | Tone              | cruzador pesado             | 15,200    | 30 de maio de 1939       | afundado em 25 de outubro de 1944                                                                                       |
| Chilliwack                    | Marinha Real Canadense                                                                   | Flower            | corveta                     | 925       | 8 de abril de 1941       | vendido em 14 de julho de 1945                                                                                          |
| Chitose                       | Marinha Imperial Japonesa                                                                | Chitose           | porta-aviões                | 11,190    | 25 de julho de 1938      | afundado em 25 de outubro de 1944                                                                                       |
| Chiyoda                       | Marinha Imperial Japonesa                                                                | Chitose           | porta-aviões                | 11,190    | 15 de dezembro de 1938   | afundado em 25 de outubro de 1944                                                                                       |
| Chōkai                        | Marinha Imperial Japonesa                                                                | Takao             | cruzador pesado             | 15,781    | 1932                     | afundado em 25 de outubro de 1944                                                                                       |
| Christopher                   | Marinha dos Estados Unidos · Marinha do Brasil                                           | Cannon            | contratorpedeiro de escolta | 1,240     | 23 de outubro de 1943    | transferido para o Brasil em 19 de dezembro de 1944 como Benevente                                                      |
| Chrysanthemum                 | Marinha Real Britânica                                                                   | Flower            | corveta                     | 925       |                          | |
| Churchill                     | Marinha Real Britânica · Frota Naval Militar da União Soviética                          | Town              | contratorpedeiro            | 1,190     | 9 de setembro de 1940    | transferido para a União Soviética como Deyatelny em 16 de julho de 1944, afundado em 16 de janeiro de 1945             |
| Chūyō                         | Marinha Imperial Japonesa                                                                | Taiyō             | porta-aviões de escolta     | 18,116    | 25 de novembro de 1942   | afundado em 4 de dezembro de 1943                                                                                       |
| Cincinnati                    | Marinha dos Estados Unidos                                                               | Omaha             | cruzador leve               | 7,050     | 1 de janeiro de 1924     | desmantelado em 1946 |
| Clare                         | Marinha Real Britânica                                                                   | Town              | contratorpedeiro            | 1,190     | 9 de setembro de 1940    | desmantelado em 1945 |
| Clarence K. Bronson           | Marinha dos Estados Unidos                                                               | Fletcher          | contratorpedeiro            | 2,050     | 11 de junho de 1943      | transferido para a Turquia em 1967, desmantelado em 1987                                                                |
| Clarence L. Evans             | Marinha dos Estados Unidos                                                               | Cannon            | contratorpedeiro de escolta | 1,240     | 25 de junho de 1944      | transferido para a França em 1952, desmantelado em 1960                                                                 |
| Clark                         | Marinha dos Estados Unidos                                                               | Porter            | contratorpedeiro            | 1,850     | 20 de maio de 1936       | desmantelado em 1946 |
| Clarkia                       | Marinha Real Britânica                                                                   | Flower            | corveta                     | 925       | 22 de abril de 1940      | |
| Claxton                       | Marinha dos Estados Unidos                                                               | Fletcher          | contratorpedeiro            | 2,050     | 8 de dezembro de 1942    | transferido para a Alemanha Ocidental em 1959                                                                           |
| Clematis                      | Marinha Real Britânica                                                                   | Flower            | corveta                     | 925       | 27 de julho de 1940      | |
| Clemson                       | Marinha dos Estados Unidos                                                               | Clemson           | contratorpedeiro            | 1,250     | 29 de dezembro de 1919   | descomissionado em 12 de outubro de 1945                                                                                |
| Cleveland                     | Marinha Real Britânica                                                                   | Hunt              | contratorpedeiro de escolta | 1,000     | 1940                     | vendido em 26 de março de 1946, desmantelado em 1959                                                                    |
| Cleveland                     | Marinha dos Estados Unidos                                                               | Cleveland         | cruzador leve               | 10,000    | 15 de junho de 1942      | descomissionado em 7 de fevereiro de 1947, desmantelado em 1960                                                         |
| Clive                         | Marinha Real Indiana                                                                     |                   | sloop                       | 2,083     | 20 de abril de 1920      | 1947 |
| Cloues                        | Marinha dos Estados Unidos                                                               | Evarts            | contratorpedeiro de escolta | 1,140     | 10 de agosto de 1943     | desmantelado em 1947 |
| Clover                        | Marinha Real Britânica                                                                   | Flower            | corveta                     | 925       | 13 de maio de 1941       | |
| Coates                        | Marinha dos Estados Unidos                                                               | Rudderow          | contratorpedeiro de escolta | 1,450     | 24 de janeiro de 1944    | descomissionado em 1970, afundado como alvo em 1971                                                                     |
| Coaticook                     | Marinha Real Canadense                                                                   | River             | fragata                     | 1,445     | 25 de julho de 1944      | vendido em 29 de novembro de 1945                                                                                       |
| Cobalt                        | Marinha Real Canadense                                                                   | Flower            | corveta                     | 925       | 25 de novembro de 1940   | vendido em 17 de junho de 1945                                                                                          |
| Cobourg                       | Marinha Real Canadense                                                                   | Flower modificado | corveta                     | 1,015     | 11 de maio de 1944       | 15 de junho de 1945 |
| Cochin                        | Marinha Real Indiana                                                                     | Basset            | caça-minas                  | 529       |                          | |
| Cockrill                      | Marinha dos Estados Unidos                                                               | Edsall            | contratorpedeiro de escolta | 1,250     | 24 de dezembro de 1943   | descomissionado em 1946, afundado como alvo em 1974                                                                     |
| Cockade                       | Marinha Real Britânica                                                                   | C                 | contratorpedeiro            | 1,885     | 29 de setembro de 1945   | vendido em 1958, desmantelado em 1964                                                                                   |
| Codrington                    | Marinha Real Britânica                                                                   | A                 | contratorpedeiro            | 1,350     | 4 de junho de 1930       | afundado em 27 de julho de 1940                                                                                         |
| Cofer                         | Marinha dos Estados Unidos                                                               | Buckley           | contratorpedeiro de escolta | 1,400     | 19 de janeiro de 1944    | descomissionado em 1946, desmantelado em 1968                                                                           |
| Coffman                       | Marinha dos Estados Unidos                                                               | Cannon            | contratorpedeiro de escolta | 1,240     | 27 de dezembro de 1943   | descomissionado em 1946, desmantelado em 1973                                                                           |
| Coghlan                       | Marinha dos Estados Unidos                                                               | Benson            | contratorpedeiro            | 1,620     | 10 de julho de 1942      | descomissionado em 1947, desmantelado em 1974                                                                           |
| Cogswell                      | Marinha dos Estados Unidos                                                               | Fletcher          | contratorpedeiro            | 2,050     | 17 de agosto de 1943     | transferido para a Turquia em 1969, desmantelado em 1980                                                                |
| Colahan                       | Marinha dos Estados Unidos                                                               | Fletcher          | contratorpedeiro            | 2,050     | 23 de agosto de 1943     | afundado como alvo em 1966                                                                                              |
| Colbert                       | Marinha Nacional Francesa                                                                | Suffren           | cruzador pesado             | 10,000    | 4 de março de 1931       | Afundado intencionalmente em 27 de novembro de 1942                                                                     |
| Cole                          | Marinha dos Estados Unidos                                                               | Wickes            | contratorpedeiro            | 1,190     | 19 de junho de 1919      | desmantelado em 1947 |
| Colhoun (DD-85)               | Marinha dos Estados Unidos                                                               | Wickes            | contratorpedeiro            | 1,060     | 13 de junho de 1918      | afundado em 30 de agosto de 1942                                                                                        |
| Calhoun (DD-801)              | Marinha dos Estados Unidos                                                               | Fletcher          | contratorpedeiro            | 2,050     | 8 de julho de 1944       | afundado em 6 de abril de 1945                                                                                          |
| Collett                       | Marinha dos Estados Unidos                                                               | Sumner            | contratorpedeiro            | 2,200     | 16 de maio de 1944       | transferido para a Argentina em 1974                                                                                    |
| Collingwood                   | Marinha Real Canadense                                                                   | Flower            | corveta                     | 925       | 19 de novembro de 1940   | vendido em 23 de julho de 1945                                                                                          |
| Coltsfoot                     | Marinha Real Britânica                                                                   | Flower            | corveta                     | 925       | 1 de novembro de 1941    | |
| Columbia                      | Marinha Real Canadense                                                                   | Town              | contratorpedeiro            | 1,060     | 24 de setembro de 1940   | vendido em agosto de 1945                                                                                               |
| Columbine                     | Marinha Real Britânica                                                                   | Flower            | corveta                     | 925       | 9 de novembro de 1940    | |
| Colombo                       | Marinha Real Britânica                                                                   | C                 | cruzador leve               | 4,200     | 18 de junho de 1919      | desmantelado em 1948 |
| Colossus                      | Marinha Real Britânica                                                                   | Collossus         | porta-aviões                | 13,200    | 16 de dezembro de 1944   | transferido para a França, como Arromanches em 6 de agosto de 1946                                                      |
| Colorado                      | Marinha dos Estados Unidos                                                               | Colorado          | Couraçado                   | 34,130    | 30 de agosto de 1923     | desmontado em 1959 |
| Columbia                      | Marinha dos Estados Unidos                                                               | Cleveland         | cruzador leve               | 11,800    | 29 de julho de 1942      | desmantelado em 1959 |
| Columbus                      | Marinha dos Estados Unidos                                                               | Baltimore         | cruzador pesado             | 17,200    | 8 de junho de 1945       | convertido em cruzador de mísseis em 1962, desmantelado em 1977                                                         |
| Combattante                   | Forças Navais Francesas Livres                                                           | Hunt              | contratorpedeiro de escolta | 1,050     | 30 de dezembro de 1942   | afundado em 23 de fevereiro de 1945                                                                                     |
| Comet                         | Marinha Real Britânica                                                                   | C                 | contratorpedeiro            | 1,885     | 6 de junho de 1945       | vendido em 1958, desmantelado em 1962                                                                                   |
| Commandant d'Estienne d'Orves | Marinha Nacional Francesa                                                                | Flower            | corveta                     | 925       | 23 de maio de 1942       | 31 de maio de 1947 |
| Commandant Detroyat           | Marinha Nacional Francesa                                                                | Flower            | corveta                     | 925       | 16 de setembro de 1941   | 1947 |
| Commandant Drogou             | Marinha Nacional Francesa                                                                | Flower            | corveta                     | 925       | 15 de janeiro de 1942    | May 1947 |
| Commencement Bay              | Marinha dos Estados Unidos                                                               | Commencement Bay  | porta-aviões de escolta     | 11,373    | 27 de novembro de 1944   | descomissionado em 30 de novembro de 1946, desmantelado em 1971                                                         |
| Compton                       | Marinha dos Estados Unidos                                                               | Sumner            | contratorpedeiro            | 2,200     | 4 de novembro de 1944    | transferido para o Brasil em 1972, desmantelado em 1990                                                                 |
| Concord                       | Marinha dos Estados Unidos                                                               | Omaha             | cruzador leve               | 7,050     | 3 de novembro de 1923    | desmantelado em 1947 |
| Cone                          | Marinha dos Estados Unidos                                                               | Gearing           | contratorpedeiro            | 2,250     | 18 de agosto de 1945     | transferido para o Paquistão em 1982, desmantelado em 1998                                                              |
| Conklin                       | Marinha dos Estados Unidos                                                               | Butler            | contratorpedeiro de escolta | 1,350     | 21 de abril de 1944      | descomissionado em 1946, desmantelado em 1972                                                                           |
| Conner (II)                   | Marinha dos Estados Unidos                                                               | Fletcher          | contratorpedeiro            | 2,050     | 8 de junho de 1943       | transferido para a Grécia em 1959, desmantelado em 1997                                                                 |
| Connolly                      | Marinha dos Estados Unidos                                                               | Evarts            | contratorpedeiro de escolta | 1,140     | 8 de julho de 1944       | desmantelado em 1947 |
| ORP Conrad ex. HMS Danae      | Marinha Real Britânica · Marinha da Polônia                                              | Danae             | cruzador                    | 4,850     | 4 de outubro de 1944     | retornou para a Marinha Real Britânica em 28 de setembro de 1946, desmantelado em março de 1948                         |
| Conte di Cavour               | Marinha Real Italiana                                                                    | Conte di Cavour   | dreadnought                 | 26,140    | 1915                     | capturado em 10 de setembro de 1943 pela Alemanha Nazista, desmantelado em 1946                                         |
| Contest                       | Marinha Real Britânica                                                                   | C                 | contratorpedeiro            | 1,885     | 9 de novembro de 1945    | desmantelado em 1960 |
| Converse                      | Marinha dos Estados Unidos                                                               | Fletcher          | contratorpedeiro            | 2,050     | 20 de novembro de 1942   | transferido para a Spain 1959, desmantelado em 1988                                                                     |
| Convolvulus                   | Marinha Real Britânica                                                                   | Flower            | corveta                     | 925       | 26 de fevereiro de 1941  | |
| Conway                        | Marinha dos Estados Unidos                                                               | Fletcher          | contratorpedeiro            | 2,050     | 9 de outubro de 1942     | afundado como alvo em 1970                                                                                              |
| Cony                          | Marinha dos Estados Unidos                                                               | Fletcher          | contratorpedeiro            | 2,050     | 30 de outubro de 1942    | afundado como alvo em 1970                                                                                              |
| Conyngham                     | Marinha dos Estados Unidos                                                               | Mahan             | contratorpedeiro            | 1,450     | 4 de novembro de 1936    | Afundado intencionalmente em um teste de bomba nuclear em 1948                                                          |
| Coolbaugh                     | Marinha dos Estados Unidos                                                               | Buckley           | contratorpedeiro de escolta | 1,400     | 15 de outubro de 1943    | descomissionado em 1960, desmantelado em 1973                                                                           |
| Cooner                        | Marinha dos Estados Unidos                                                               | Cannon            | contratorpedeiro de escolta | 1,240     | 21 de agosto de 1943     | descomissionado em 1946, desmantelado em 1973                                                                           |
| Cooper                        | Marinha dos Estados Unidos                                                               | Sumner            | contratorpedeiro            | 2,200     | 9 de fevereiro de 1944   | afundado em 3 de dezembro de 1944                                                                                       |
| Copahee                       | Marinha dos Estados Unidos                                                               | Bogue             | porta-aviões de escolta     | 9,800     | 15 de junho de 1942      | descomissionado em 1946, desmantelado em 1961                                                                           |
| Coral Sea                     | Marinha dos Estados Unidos                                                               | Casablanca        | porta-aviões de escolta     | 9,600     | 27 de agosto de 1943     | renomeado como Anzio, descomissionado em 1946, desmantelado em 1959                                                     |
| Core                          | Marinha dos Estados Unidos                                                               | Bogue             | porta-aviões de escolta     | 9,800     | 10 de dezembro de 1942   | descomissionado em 1946, desmantelado em 1971                                                                           |
| Coreopsis                     | Marinha Real Britânica · Marinha Helênica                                                | Flower            | corveta                     | 925       |                          | transferido para a Grécia como Kriezis em 10 de novembro de 1943, fora de serviço desde 1952.                           |
| Coriander                     | Marinha Real Britânica                                                                   | Flower            | corveta                     | 925       |                          | |
| Cornwallis                    | Marinha Real Indiana                                                                     | Cornwallis        | Sloop                       | 1,290     | 1921                     | desmantelado em 1946 |
| Coronel                       | Kriegsmarine                                                                             | -                 | cruzador auxiliar           | 12,700    | 13 de agosto de 1938     | encalhou em 21 de novembro de 1984                                                                                      |
| Corregidor                    | Marinha dos Estados Unidos                                                               | Casablanca        | porta-aviões de escolta     | 10,400    | 31 de agosto de 1943     | desmantelado em 1959 |
| Corry                         | Marinha dos Estados Unidos                                                               | Gleaves           | contratorpedeiro            | 1,630     | 18 de dezembro de 1941   | afundado em 6 de junho de 1944                                                                                          |
| Cossack (F03)                 | Marinha Real Britânica                                                                   | Tribal            | contratorpedeiro            | 2,020     | 7 de junho de 1938       | afundado em 24 de outubro de 1941                                                                                       |
| Cossack (R57)                 | Marinha Real Britânica                                                                   | C                 | contratorpedeiro            | 1,885     | 4 de setembro de 1945    | desmantelado em 1961 |
| Cotswold                      | Marinha Real Britânica                                                                   | Hunt              | contratorpedeiro de escolta | 1,050     | 16 de novembro de 1940   | vendido em 1946, desmantelado em 1957                                                                                   |
| Cotten                        | Marinha dos Estados Unidos                                                               | Fletcher          | contratorpedeiro            | 2,050     | 24 de julho de 1943      | descomissionado em 1960, desmantelado em 1975                                                                           |
| Cottesmore                    | Marinha Real Britânica                                                                   | Hunt              | contratorpedeiro de escolta | 1,050     | 29 de dezembro de 1940   | vendido em 28 de fevereiro de 19466, desmantelado em 1951                                                               |
| Courageous                    | Marinha Real Britânica                                                                   | Glorious          | porta-aviões                | 22,500    | 4 de novembro de 1916    | afundado em 17 de setembro de 1939                                                                                      |
| Courbet                       | Marinha Nacional Francesa · Forças Navais Francesas Livres                               | Courbet           | dreadnought                 | 23,200    | novembro de 1913         | afundado intencionalmente no Porto Mulberry para servir como quebra-mar em 6 de junho de 1944                           |
| Cowell                        | Marinha dos Estados Unidos                                                               | Fletcher          | contratorpedeiro            | 2,050     | 23 de agosto de 1943     | transferido para a Argentina em 1971, desmantelado em 1982                                                              |
| Cowpens                       | Marinha dos Estados Unidos                                                               | Independence      | porta-aviões leve           | 11,000    | 28 de maio de 1943       | descomissionado em 13 de janeiro de 1947, desmantelado em 1960                                                          |
| Cowslip                       | Marinha Real Britânica                                                                   | Flower            | corveta                     | 925       | 9 de agosto de 1941      | |
| Coventry                      | Marinha Real Britânica                                                                   | C                 | cruzador leve               | 4,290     | 21 de fevereiro de 1918  | Danificado e afundado intencionalmente em 14 de setembro de 1942                                                        |
| Cowie                         | Marinha dos Estados Unidos                                                               | Gleaves           | contratorpedeiro            | 1,630     | 1 de junho de 1942       | descomissionado em 1947, desmantelado em 1972                                                                           |
| Cottesmore                    | Marinha Real Britânica                                                                   | Hunt              | contratorpedeiro de escolta | 1,050     | 29 de dezembro de 1940   | vendido em 28 de fevereiro de 19466, desmantelado em 1951                                                               |
| Crane                         | Marinha dos Estados Unidos                                                               | Wickes            | contratorpedeiro            | 1,190     | 18 de abril de 1919      | desmantelado em 1946 |
| Craven                        | Marinha dos Estados Unidos                                                               | Gridley           | contratorpedeiro            | 1,590     | 2 de setembro de 1937    | desmantelado em 1947 |
| Crescent                      | Marinha Real Canadense                                                                   | C                 | contratorpedeiro            | 1,900     | 21 de agosto de 1945     | entregue ao Canadá em janeiro de 1945, desmantelado em 1971                                                             |
| Croatan                       | Marinha dos Estados Unidos                                                               | Bogue             | porta-aviões de escolta     | 9,800     | 28 de abril de 1943      | descomissionado em 1946, desmantelado em 1971                                                                           |
| Crocus                        | Marinha Real Britânica                                                                   | Flower            | corveta                     | 925       | 20 de outubro de 1940    | |
| Cronin                        | Marinha dos Estados Unidos                                                               | Buckley           | contratorpedeiro de escolta | 1,400     | 5 de maio de 1944        | afundado como alvo em 1971                                                                                              |
| Croome                        | Marinha Real Britânica                                                                   | Hunt              | contratorpedeiro de escolta | 1,000     | 29 de junho de 1941      | vendido em outubro de 1945, desmantelado em 1957                                                                        |
| Crosby                        | Marinha dos Estados Unidos                                                               | Wickes            | contratorpedeiro            | 1,190     | 24 de janeiro de 1919    | desmantelado em 1946 |
| Cross                         | Marinha dos Estados Unidos                                                               | Butler            | contratorpedeiro de escolta | 1,350     | 8 de janeiro de 1945     | descomissionado em 1958, desmantelado em 1968                                                                           |
| Crouter                       | Marinha dos Estados Unidos                                                               | Evarts            | contratorpedeiro de escolta | 1,140     | 25 de maio de 1943       | desmantelado em 1947 |
| Crowley                       | Marinha dos Estados Unidos                                                               | Evarts            | contratorpedeiro de escolta | 1,140     | 25 de março de 1944      | desmantelado em 1947 |
| Crusader                      | Marinha Real Canadense                                                                   | C                 | contratorpedeiro            | 1,900     | 26 de novembro de 1945   | entregue ao Canadá de janeiro de 1945, desmantelado em 1971                                                             |
| Cuba                          | Marinha Cubana                                                                           | -                 | Sloop                       | 2,055     | c.1911                   | stricken 1971 |
| Cummings                      | Marinha dos Estados Unidos                                                               | Mahan             | contratorpedeiro            | 1,450     | 25 de novembro de 1936   | desmantelado em 1947 |
| Curacoa                       | Marinha Real Britânica                                                                   | C                 | cruzador leve               | 4,290     | 18 de fevereiro de 1918  | Afundado na colisão com o Queen Mary em 2 de outubro de 1942                                                            |
| Curlew                        | Marinha Real Britânica                                                                   | C                 | cruzador leve               | 4,290     | 14 de dezembro de 1917   | Afundado por ataque aéreo em 26 de maio de 1940                                                                         |
| Currier                       | Marinha dos Estados Unidos                                                               | Buckley           | contratorpedeiro de escolta | 1,400     | 1 de fevereiro de 1944   | afundado como alvo em 1967                                                                                              |
| Cushing (DD-376)              | Marinha dos Estados Unidos                                                               | Mahan             | contratorpedeiro            | 1,450     | 28 de agosto de 1936     | afundado em 13 de novembro de 1942                                                                                      |
| Cushing (DD-797)              | Marinha dos Estados Unidos                                                               | Fletcher          | contratorpedeiro            | 2,050     | 17 de janeiro de 1944    | transferido para o Brasil em 1961, desmantelado em 1982                                                                 |
| Cuttack                       | Marinha Real Indiana                                                                     | Basset            | caça-minas                  | 529       |                          | |
| Cyclamen                      | Marinha Real Britânica                                                                   | Flower            | corveta                     | 925       | 30 de setembro de 1940   | |
| Cyprus                        | Marinha Real Britânica                                                                   |                   | navio-Q                     | 4,398     |                          | vendido em março de 1941                                                                                                |